# Lâmia (Grécia)
Lâmia (em grego:  Λαμία, pronuncia Lamía) é uma cidade grega ocupada continuamente desde a antiguidade. É a capital da prefeitura de Ftiótida e da periferia da Grécia Central.

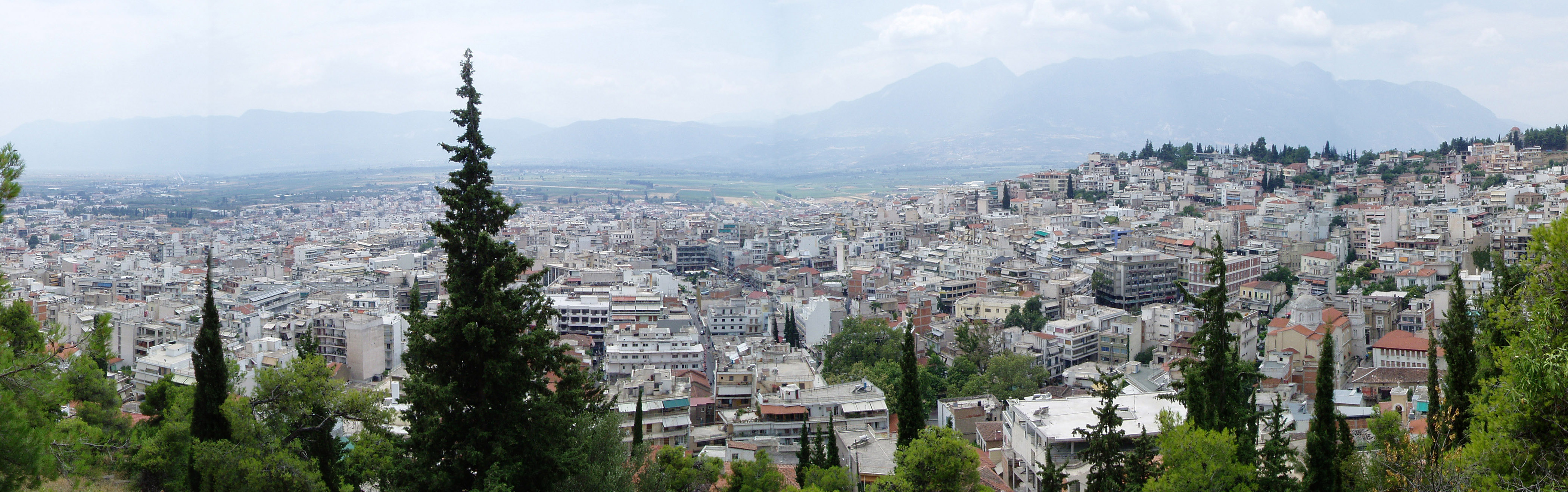
Vista panorâmica de Lâmia.

## Demografia
População da cidade de acordo com os últimos censos:
- 1981: 41 667
- 1991: 44 084
- 2001: 46 406
- 2011: 75.305 (após unificação de municípios).

## Personalidades
- Aris Velouchiotis (1905–1945). Agrónomo, líder do Partido comunista grego (KKE) e do movimento de resistência na Segunda Grande Guerra  e durante a guerra civil iniciada em 1945.
- Thanos Leivaditis (1935–2005) ator e roteirista.